# Tysk jagtterrier
Tysk jagtterrier er en hunderace af typen terrier. Racen er en jagthund af gruppen af korttidsdrivende hunde. Den stammer fra Tyskland, hvor jægere fra tiden omkring 1. Verdenkrig begyndte frembringelsen af en stærk hund, specielt egnet til gravjagt, men også en god allround-jagthund. Racen blev godkendt i Tyskland i 1926 og blev indført i Danmark fra 1960'erne.[kilde mangler] Jagtterrieren er relativt lille men en ekstrem stærk hund med stor udholdenhed og livskraft. Den tyske jagtterrier er samtidig en dejlig familiehund.[kilde mangler]

## Helbred
Alderen afhænger af hvor hårdt den bruges til jagt. Den bliver typisk mellem 8 – 10 år, hvis den bruges hårdt men der er kendskab til et eksempel på at den er blevet 17 år.[kilde mangler]